# Pseudolividae
Famille
Synonymes
- Zemiridae Iredale, 1924[1]

Les Pseudolividae forment une famille de mollusques gastéropodes prosobranches de l'ordre des Neogastropoda, habitant les mers chaudes et tropicales.

## Taxonomie
Cette famille, attribuée par plusieurs sources à Cossman en 1901, est considérée comme avoir été créée par De Gregorio en 1880 par le World Register of Marine Species.

## Liste des genres
Selon World Register of Marine Species (16 mars 2016) :
- genre Benthobia Dall, 1889
- genre Fulmentum P. Fischer, 1884
- genre Fusulculus Bouchet & Vermeij, 1998
- genre Luizia Douvillé, 1933
- genre Macron H. Adams & A. Adams, 1853
- genre Naudoliva Kilburn, 1989
- genre Pseudoliva Swainson, 1840
- genre Triumphis Gray, 1857
- genre Zemira H. Adams & A. Adams, 1853